# Lanio
Lanio és un gènere d'ocells de la família dels tràupids (Thraupidae).

## Taxonomia
Segons la Classificació del Congrés Ornitològic Internacional (versió 14.2, 2024) aquest gènere està format per 4 espècies:
- Tàngara alablanca (Lanio versicolor d'Orbigny & Lafresnaye, 1837)
- Tàngara lleonada (Lanio fulvus Boddaert, 1783)
- Tàngara gorjanegra (Lanio aurantius Lafresnaye, 1846)
- Tàngara gorjablanca (Lanio leucothorax Salvin, 1865)